# Trona
Pour les articles homonymes, voir Trona (homonymie).
Le trona, encore nommé urao en espagnol, tronite dans les répertoires minéralogiques ou sesquicarbonate de sodium dihydraté pour les anciens chimistes, est une espèce minérale très rare en Europe, mais assez fréquente dans les déserts et régions autrefois désertiques, correspondant à une combinaison naturelle de carbonate de sodium, de bicarbonate de sodium et d'eau de constitution, de formule chimique Na2(CO3) • NaH(CO3) • 2 H2O, abrégée en Na3H(CO3)2 • 2 H2O. Ce minéral carbonate du groupe de la malachite monoclinique, composant de la roche évaporite carbonatée homonyme, qui possède un clivage parfait à éclat vitreux et ne s'altère pas à l'air sec, est très soluble dans l'eau. 
Il est aussi présent dans les gaz d'émanation et les dépôts de fumerolles.
Minéral et roche minerai de la soude et du sodium, tendres, fragiles et légers, ont un goût alcalin ou une saveur alcaline prononcée. Ils représentent une source de carbonate de sodium et de bicarbonate de sodium, pour l'industrie. En effet, le trona peut apparaître comme un mélange stœchiométrique de ces composés monohydratés Na2CO3 • H2O et de NaHCO3 • H2O.

## Dénomination et géotype
Le minéral trona a été décrit à partir d'échantillons collectés au Fezzan et dénommé en 1773 par le consul suédois Bagge résidant à Tripoli. Notons que la matière avait été décrite en minéralogie avec l'expression latine alkali orientale impurum terrestre (alcali terrestre impur et oriental) par Wallerius dès 1747. La dénomination proviendrait de l'arabe dialectal, désignant par abréviation de natriïn un sel d'évaporite et en particulier le natron alcalin.

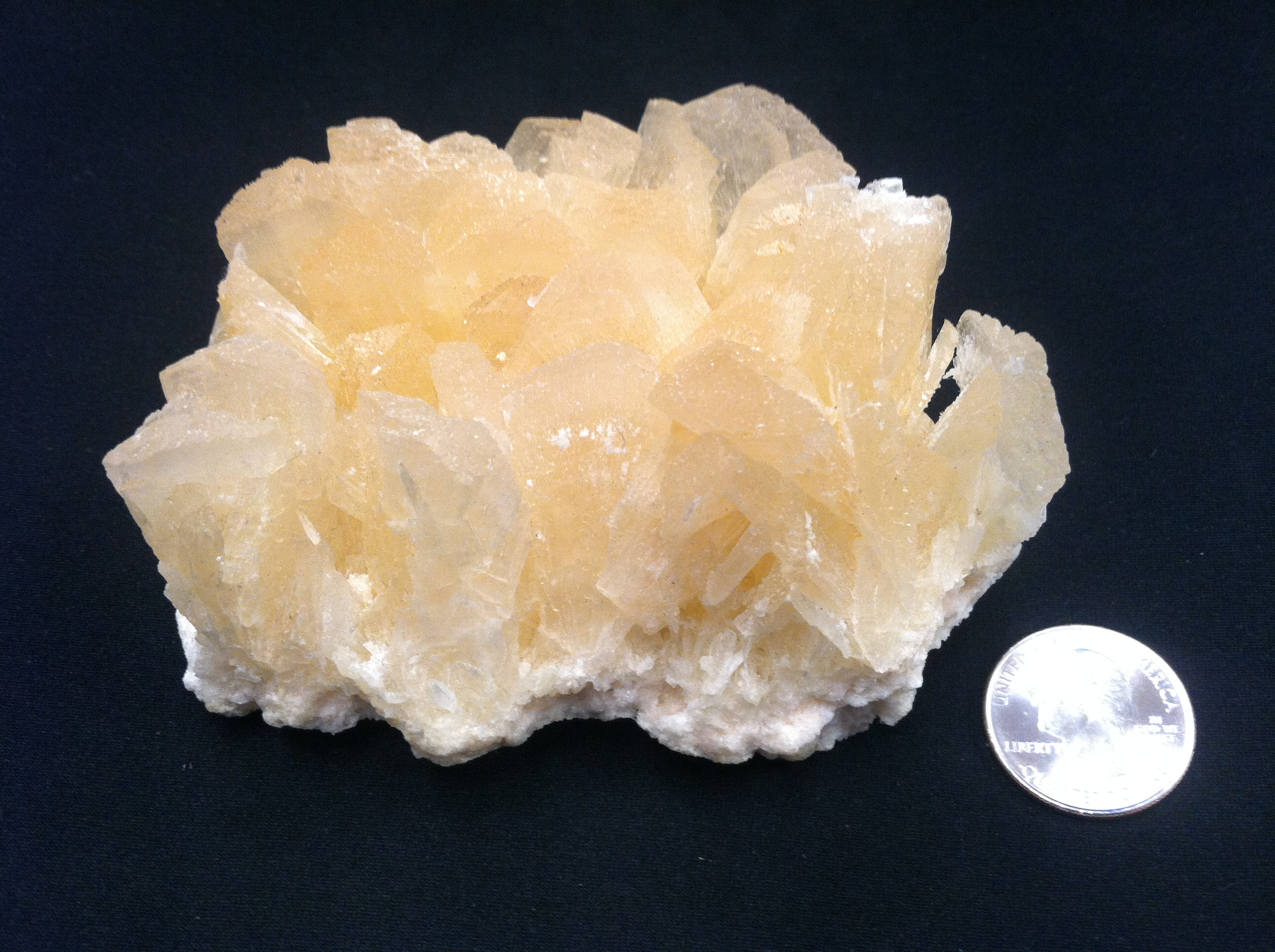
Échantillon de trona de la vallée de Searles, près de la bourgade de Trona, comté de San Bernardino, en Californie.

Au-delà d'une altération de l'arabe natriin signifiant "sel", il peut s'agir de l'adaptation du terme natron(a), de l'égyptien arabisé natron désignant l'alcali soude, c'est-à-dire le natron, terme qui a servi également à dénommer la contrée désertique, ainsi que le comté et la ville américaine de Trona en Californie, où il est bien observable. Notez que les centaines de formations proéminentes en tuf calcaire, dénommées the Trona pinnacles, font d'abord référence à cette contrée désertique, en particulier les anciens fonds asséchés du lac Searles. Mais Natrona est un toponyme, nom générique de localités américaines, fondé sur la contrée égyptienne Natrona, connue dès l'Antiquité pour cette ressource minérale.
Johan Gottschalk Wallerius, qui avait décrit en 1747 le natron et le trona en minéralogie, avait proposé en 1759 une classe d'alcalis terrestres, sous l'appellation précise alkali orientale impurum terrestre. Outre le natron et le trona, Wilhelm Ritter von Haidinger ajoute la thermonatrite en 1845. Entretemps, Boussingault constate avant 1826 que le minéral correspond à l'urao commercial, exploité dans les terres sèches américaines.
Alfred Lacroix, dans la Revue coloniale, opus cité, précise encore que l'immense majorité des échantillons qui lui ont été rapportés des multiples lacs natrons du désert africain, en particulier du Soudan et des voisinage du lac Tchad, n'étaient que des cristaux ou des masses de trona, bien que les appellations vulgaires ou commerciales les rangeaient dans la catégorie du natron.   

## Cristallochimie et cristallographie
Les formes observées sont (001), (100), (101), (302), (111), (111), (211). Elles peuvent former des pyramides aiguës. Les cristaux allongés sur (010), et accessoirement sur (201), (301), (211), (211), (411), striés suivant l'arête de zone [(001),(100)] aplati sur le plan (001), peuvent être parfois rapprochés d'un morphologie "épidote". Les cristaux néogènes sont aplatis suivant le plan (001), mais aussi terminés en pyramides aiguës à faces courbes.
Le clivage (100) est parfait, l'éclat vitreux est très vif suivant le plan de clivage. 
Les cristaux aciculaires très fragiles, allongés et souvent aplatis, peuvent atteindre une longueur de 2 cm à 10 cm, ils sont groupés en amas, en tapis ou divergent d'une centre. Ils pointent dans les géodes. Ils forment des masses granulaires compactes ou friables, fibro-lamellaires ou columnaires, qui enserrées dans les cavités peuvent pointer en rosettes. 

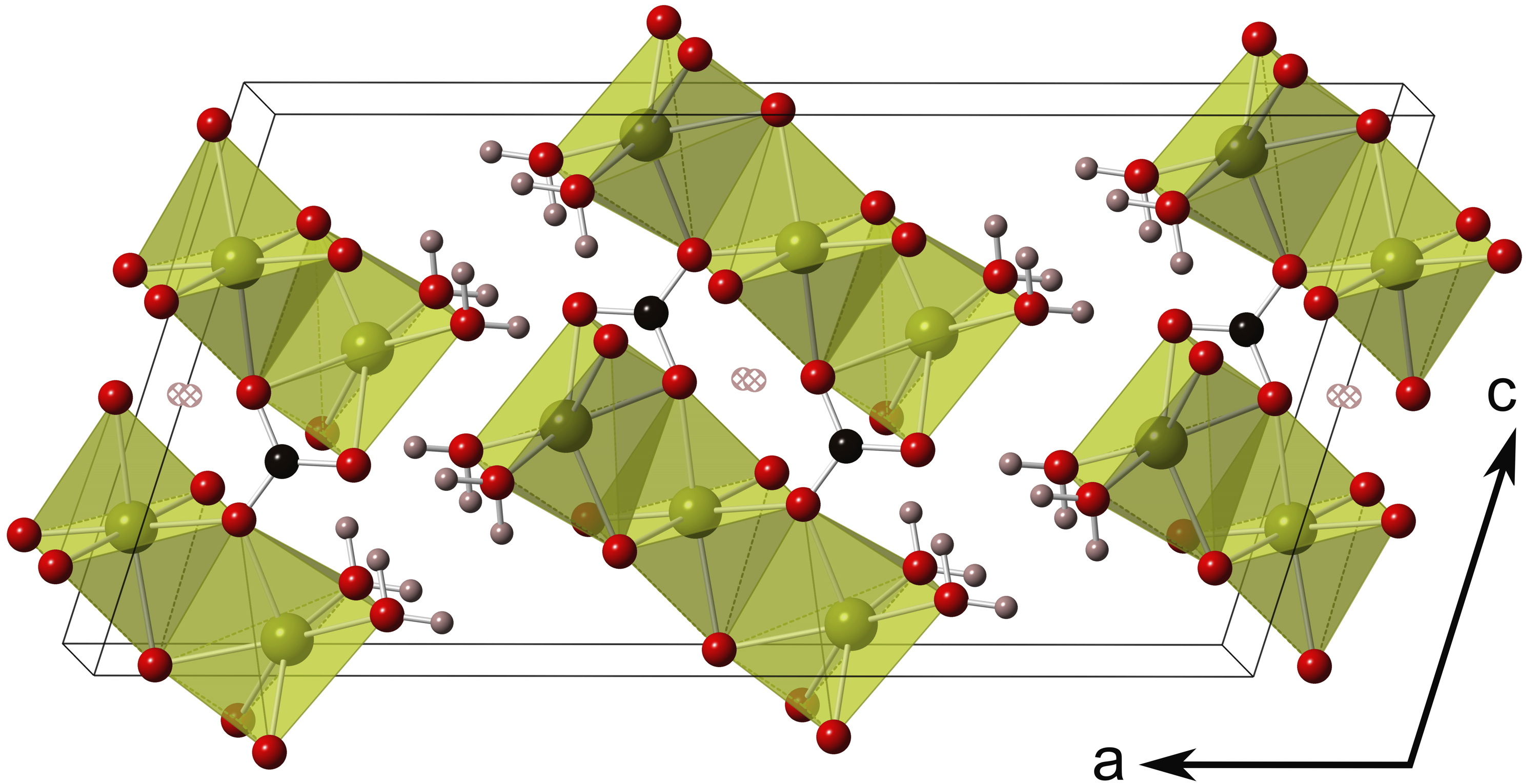
Structure cristalline du trona à température ambiante, dévoilée sous l'axe b, la maille unitaire étant délimitée par la ligne grise continue.

Il participe à un groupe minéral descriptif de carbonates solubles dans l'eau sans anion étranger, dont les autres membres sont la baylissite, la chalchonatronite ou natronite de cuivre, la gaylussite, la pirssonite, le natron et la thermonatrite. On le dénomme souvent suivant les deux derniers termes, groupe natron-thermonatrite.

## Propriétés physico-chimiques caractéristiques du minéral
Le minéral naturel est fixe et stable à l'air sec.
L'analyse chimique pondérale donne en masse 41,14 % Na2O, 38,94 % CO2 et 19,92 % H2O. Notons que les analyses de trona, minéral commercial même le plus pur et sec, montre souvent des traces de sable, de sel de cuisine ou de thénardite. Par exemple, Alfred Lacroix donne une composition globale massique de 39,41 % Na2O, 39,58 % CO2 et 19,52 % H2O et 1,49 % d'impuretés dont 0,53 % de sable (silice impure), 0,46 % de NaCl ou halite, 0,44 % de Na2SO4 ou thénardite, 0,05 % de Ca2CO3, 0,01 % de Fe2O3.         
Les cristaux sont transparents à translucides. Leur cassure à éclat vitreux luisant est irrégulière à sub-conchoïdale. La densité est supérieure à 2,1, le trait reste blanc si la poussière est incolore.
Le minéral fond facilement. Mis en tube fermé et chauffé, un dégagement d'eau issu de la structure minérale se produit, avant un dégagement de gaz carbonique CO2. Chauffé au chalumeau, le minéral très fusible colore la flamme en jaune intense, fait caractéristique indicateur d'ion sodium.
Le minéral est très soluble dans l'eau. Il rend l'eau alcaline. Il est attaqué par les acides forts qui le solubilisent facilement avec effervescence.  Une de ces banales propriétés intrinsèques, c'est-à-dire qu'il ne s'altère pas l'air sec, explique son omniprésence dans les déserts, en particulier neutres ou alcalins. Il faut toutefois conserver ses échantillons en milieu fermé.
Le goût est alcalin ou de lessive, tout comme pour le natron ou la thermonatrite.
Le trona se distingue des autres carbonates alcalins solubles dans l'eau, non seulement par ses propriétés optiques et cristallographiques, mais encore par sa fixité à l'air sec alors que le natron s'effleurit à l'air sec.

## Roche évaporitique typique
La roche, incolore à grise, parfois blanc jaunâtre, présente un faciès massif et une structure litée, caractéristiques des roches évaporites, formées dans les gisements salins lacustres. Elle doit en principe contenir une grande proportion de minéral trona, au moins la moitié en masse.
La roche se forme dans des grands dépôts apparus après évaporation des bords des grands lacs salés, sous climats désertiques, par exemple en Afrique du Nord ou en Égypte, en Afrique orientale, en Asie centrale désertique, en Iran, en Mongolie, au centre ou aux marges désertiques de l'Amérique du Nord, par exemple dans le Wyoming, le  Nevada, la Californie, mais aussi au Mexique, en Amérique du Sud par exemple au Venezuela. Elle est aussi présente sous forme de couches poudreuses sur les parois des mines ou en efflorescence à la surface du sol désertique. Dans ce cas, les cristaux en prismes allongés et tabulaires sont rares. Elle peut former des efflorescences continues sur les sols des régions arides.
Le minéral et la roche sont déjà connus des Européens, mais sous le nom chimique de sesquicarbonate de sodium doublement hydraté, par les chimistes français de l'école lavoisienne, participant à la mission scientifique accompagnant l'expédition d'Égypte en 1799. Les chimistes Nicolas Conté et Claude Berthollet, observateurs méticuleux des lacs salés ou des captures endoréiques d'eaux saumâtres, postulent que cette matière minérale chymique provient d'une légère altération en milieu acide, précédée ou suivie d'un dessèchement, du natron.
Elle a été découverte en 1863 dans le comté de San Bernardino en Californie du Sud par les frères Searles, John et Dennis, précisément dans la Panamint valley, qui constitue un réseau de drainage englobant le "désert des bancs de boue". L'ensemble fait partie de la contrée du lac Searles (en), toujours périodiquement inondée de façon plus ou moins précaire et qui continue à former des roches salines ou évaporites par évaporation des eaux. Trona est la ville de cette contrée. Le minéral et la roche sont désormais dénommés de ce nom car les frères, après avoir inventorié les ressources minières à partir de 1862, ont commencé l'exploitation du borax dès 1873. 
Au lac Searles, elle y est parfois associée intimement à la halite ou cristal de chlorure de sodium, la gaylussite, au borax...

## Gîtologie et association du trona
Le trona est un minéral caractéristique des produits d'évaporation des lacs, souvent à eaux saumâtres, des régions désertiques.
Monsieur Courtet, participant à la mission Chari-Tchad a étudié l'ordre de cristallisation des sels lors de l'asséchement des lagunes. Par exemple, dans la lagune Kanem au Grand Baissé, la première croûte accessible sur les bords est constituée de trona, puis d'un mélange trona-thénardite, cette dernière prédominant rapidement avec le chlorure de sodium. Monsieur Chataud a montré au lac Owens en Californie la première précipitation massive du trona, puis d'un mélange de thénardite et de halite. Dans les deux cas américain et africain, l'eau mère cristallise difficilement. Elle peut contenir suivant les saisons du carbonate de sodium, divers sels de potassium ou de magnésium, de l'acide borique ou des borates.
La couche de trona, assez souvent abondante et épaisse, parfois affleurante ou encore intercalée entre des boues salées, permet la récolte de beaux échantillons appréciés des collectionneurs. Mais le plus souvent, il s'agit de sels en efflorescence au-dessus de mares salées. C'est d'ailleurs le résultat de la technique ancienne de récupération par évaporation contrôlée. 
Dans les lacs alcalins, le trona est généralement associé au natron, à la thermonatrite, à la halite, à la glaubérite, à la thénardite, à la mirabilite, au gypse. Il est associé à la shortite, la northupite, la bradleyite, la pirssonite dans les formations géologiques de la Green River au Wyoming.
Le trona, minéral des milieux alcalins, est presque toujours associé au natron, à la halite, à la thénardite... parmi d'autres évaporites de ces milieux comme la bradleyite, la glaubérite, la mirabilite, la northupite, la pirssonite, la shortite, la thermonatrite ou le gypse.

## Gisements abondants
Le premier gisement mondial qui se trouve dans le Wyoming dans le comté de Sweetwater, district de Green River, est fort de 23 milliards de tonnes de réserve ; le premier gisement moyen-oriental, fort de 1 à 2 milliards de tonnes de réserve, se trouve en Turquie à Beypazarı, à une centaine de kilomètres au nord-ouest d'Ankara. Ce minerai, purifié, séché peut être calciné : l'opérateur industriel obtient ainsi la soude ou carbonate de sodium anhydre, Na2CO3.

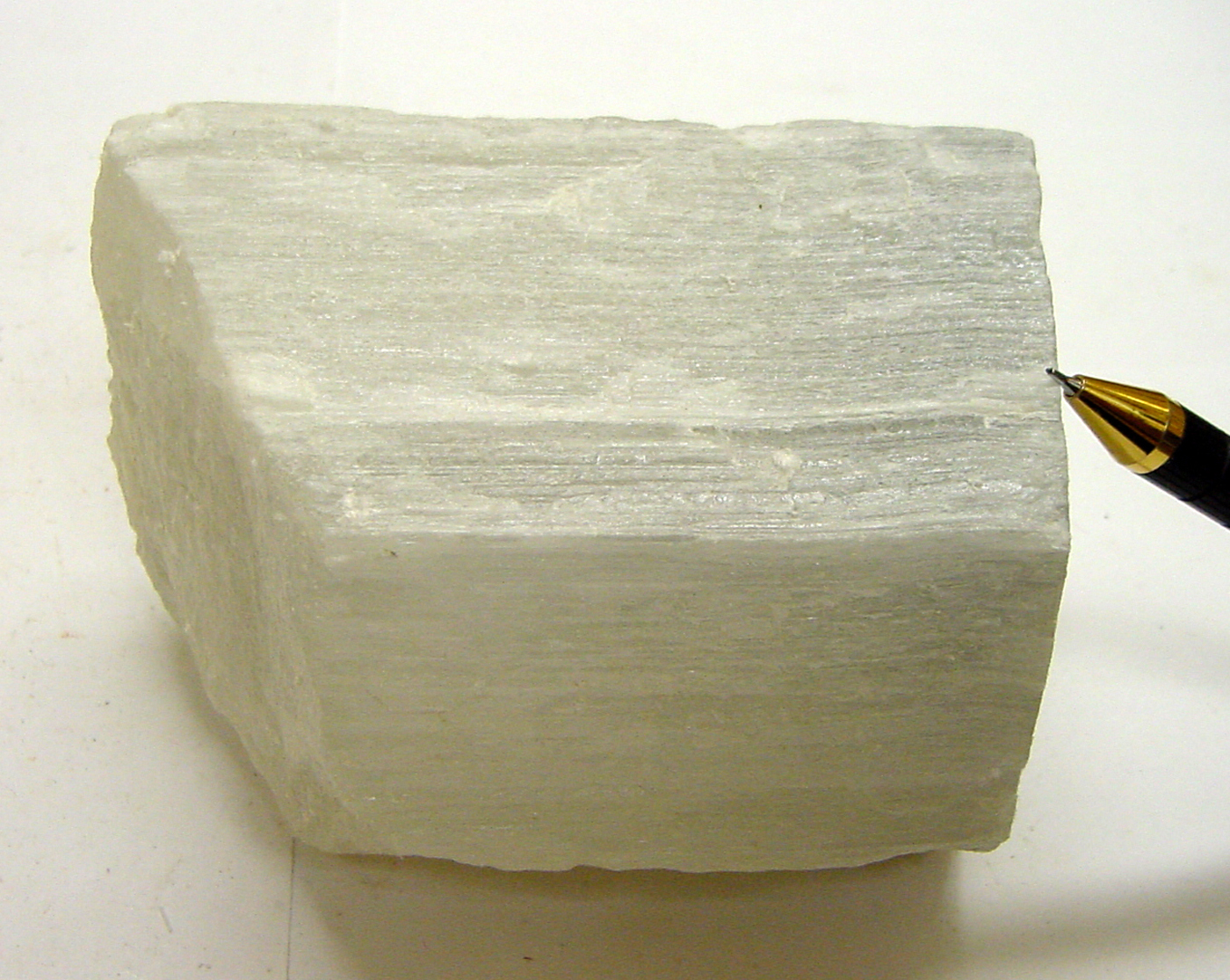
Couches compactes de trona.

Les gisements de l'Ouest américain sont vastes dans les régions salées désertiques. Citons les districts de Searles Lake, Borax, Fallon, la chaîne à l'ouest du couloir reliant le lac Mono à la vallée de la Mort et à la partie désertique du comté de San Bernardino passant par le lac Owens, notamment en Oregon et en Californie, aux États-Unis, le lac Goodenough en Colombie britannique (Canada), au lac Texcoco au Mexique, au Groenland...
On en trouve aussi en Afrique dans les régions salées désertiques, par exemple Bilma en Libye, la contrée de l'antique Memphis (Mit Rahina) au voisinage de la vallée inférieure du Nil en Égypte, mais aussi au Soudan, au Tchad à proximité du lac Tchad dans le Kanem,  près du lac Magadi au Kenya, en Ouganda, en Namibie près d'Otawi (Otjiwalundo salt pan), associé à la halite en Ouganda au lac Katwe, en Afrique du sud, ...
En Asie, le trona est assez communément observable dans les déserts alcalins ou dans les lacs salés de Mongolie et du Tibet, de l'Iran, en Chine, en Turquie... En Amérique du Sud, il est commun dans les anciennes zones désertiques en Argentine, en Bolivie, au Chili, au Venezuela...
Il est plus rare en Europe, mais il est connu en Italie, en Tchéquie, en Allemagne et Suisse, en Hongrie, en Ukraine, en Russie... 
Le trona est parfois très commun en certaines contrées d'Australie.

### Gisements en Afrique saharienne, orientale et soudanaise avant 1905
Sous l'appellation générique et française de natronière, il existait un grand nombre de gisements exploités par les populations locales.
Dans le Sahara algérien, le secteur du Tonat, au nord-ouest près du Ksar de l'Oued Mansour, les districts de Tasfaout-Fenurin ou de Akabli possédaient des ressources importantes en trona.
Citons dans le Fezzan, au sud de la Tripolitaine, l'exploitation ancienne par les caravaniers du site de Mourzouk.
Près de l'oasis de Bilma, du sel NaCl, de la thénardite et du trona étaient exploités intensément selon Dirkoy.
Dans le Borkou, les gisements dits de Kirdimmi, à 30 km au sud de Faya, de Timmeren à 5 km au sud de Galaka, ou encore de Wouti Sironac étaient exploité à la Belle Époque, permettant une exportation lointaine vers l'Ouadaï et le Darfour. Le premier gisement de Kirdimmi se présentait comme une véritable carrière, dévoilant des masses cristalline fines, compactes, avec parfois une multitude de petits cristaux.
Au Soudan français, les eaux des puits du Toro natroné étaient imbuvables à Fatmé, l'eau avait les mêmes caractéristiques à Egueï ou Bon Magnem. Dans le Bahr-el-Gazal, seuls les puits de Salal Akranga et de Youmaro étaient natronés. Il était facile entre 1890 et 1900 d'obtenir des efflorescences de trona en fines aiguilles.
Dans le Kanem, les puits natronés étaient connus à Léïné, près du village Seresa, à Tinné à 15 km de Tiguéï, à Lechgour ou Asfor près de Rig Rig. Le trona était visible à la surface du sol, et notamment à l'ouest vers Bouindé en plaque de quelques centimètres.
Entre Tchad et Kanem, il existait quelques gisements de trona dans le pays de Foli. La localité de Kilbouram a livré des échantillons de collection.
La région d'Ouassadou est connue pour la mare natronée du Grand Baissé. Plus à l'est, la lagune de Redema peut en période sèche être utilisée comme gisement de trona.
Alfred Lacroix a étudié en 1905 des documents de la mission Foureau et Moll dans les régions situées à l'ouest du Tchad, notamment le Demagherin et le Manga occidental. Une région salifère en forme de triangle apparaît entre le lac Tchad et le Zinder. Les sites de Ouacha au sud-sud-est de Zinder dans le Demagherin, Kakara et Adeber dans le pays Manga en sont les points de délimitation remarquables. Le sable du désert est couvert de mares après l'hivernage, le dessèchement des surfaces laissent des croûtes cristallines à base de trona, de thénardite et d'halite ou sel gemme. Les principaux centres d'exploitation, par évaporation artificielle, sont alors Gourselick, Adeber et Ouacha. Dans ce dernier site, la couche de trona très pur, assez épaisse, permet la collecte facile de beaux échantillons.

## Collection
Il existe de beaux cristaux, en particulier à aiguilles ou tabulaires, pour collection à Borax (Californie) et à Soda Lake (Nevada). On en trouve aussi dans les cavités des laves du Vésuve.

## Usages
Il sert à la fabrication de la soude ou carbonate de sodium. Le procédé industriel à partir du trona initié en 1952 aux États-Unis a éclipsé en maints endroits le procédé Solvay, en particulier vers 1985 aux USA.
La tradition africaine le fait employer dans la construction, ce qui est encore le cas en Égypte. Les usages au Soudan couvraient pratiquement une grande proportion des usages antiques du natron. Il était employé en médecine, en cosmétique, pour le nettoyage (détergent) et en teinture, pour la fabrication de tabac, pour les soins des animaux ou l'art vétérinaire traditionnel.